# Georgine Gerhard
Georgine Gerhard (* 18. August 1886 in Basel; † 21. Dezember 1971 ebenda) war eine Schweizer Lehrerin, Frauenrechtlerin und Gründerin der Basler Sektion des Schweizerischen Hilfswerks für Emigrantenkinder (BHEK).

## Leben

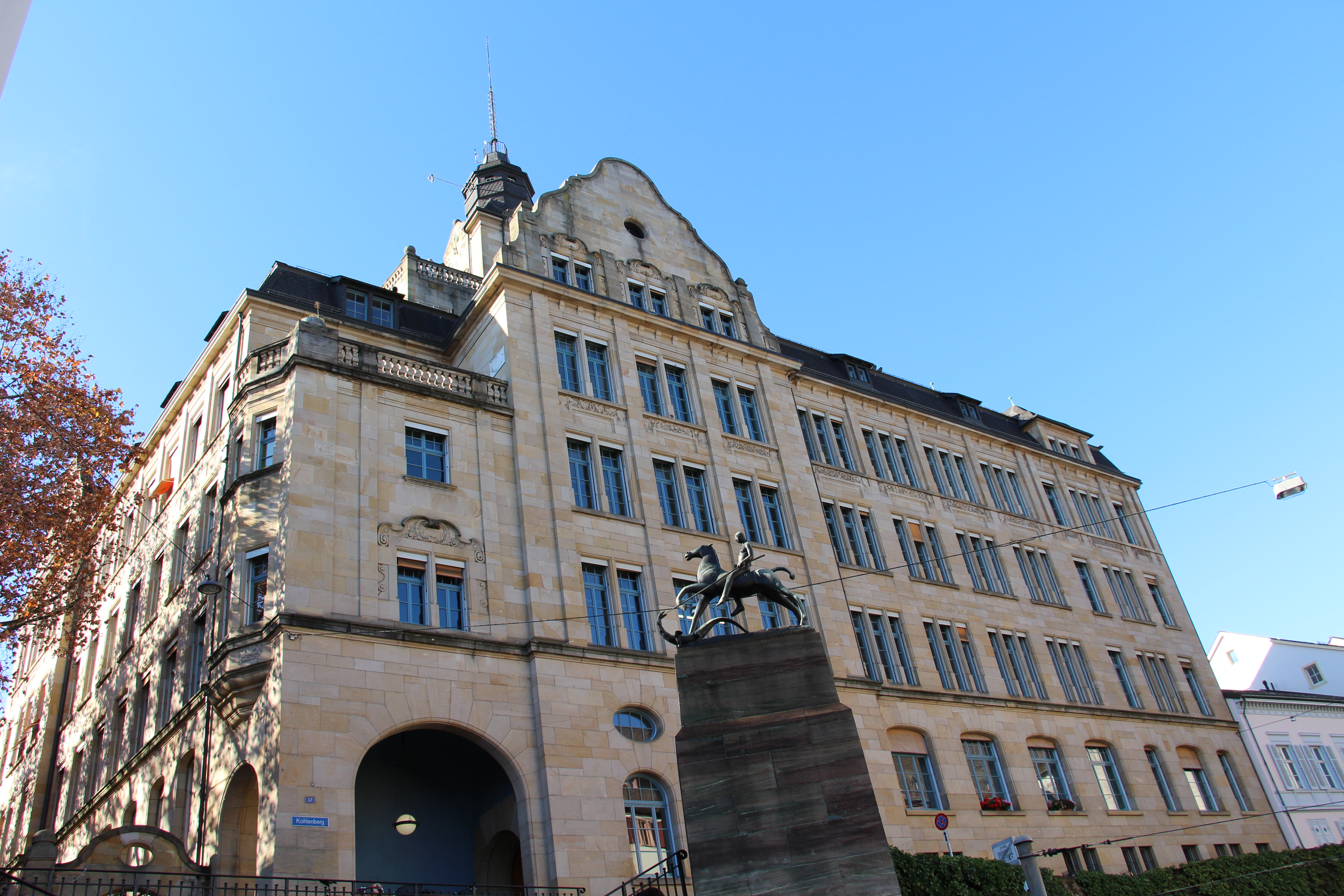
Ehemalige Töchterschule Basel (heute Gymnasium Leonhard). Vordergrund, Skulptur Ritter Georg, 1922/1923 von Carl Burckhardt.

Georgine Gerhard war eine Tochter des Emil Gerhard (1852–1932) und der Georgine, geborene Fünkner (1861–1931). Sie wuchs im Basler Gellertquartier als drittes von fünf Kindern auf. 
Ihr Vater war Prokurist in der Bandfabrik der Gebrüder Sarasin. Ihre Eltern stammten aus badischen Lehrerfamilien und waren 1882 nach Basel gezogen. Nach dem Besuch der Freien Evangelischen Schule und der Töchterschule studierte sie am Lehrerinnenseminar, das sie 1906 abschloss.
Nach einem England- und Frankreichaufenthalt unterrichtete sie ab 1909 an der Töchterschule Basel. Eine zunehmende Schwerhörigkeit zwang sie 1919, die Lehrtätigkeit aufzugeben und das dortige Amt der Schulsekretärin und Berufsberaterin zu übernehmen, das sie bis zu ihrer Pensionierung 1942 ausübte.
Die Erfahrungen mit der britischen Frauenstimmrechtsbewegung der Suffragetten veranlasste sie im Jahr 1916, an der Gründung der Vereinigung für Frauenstimmrecht Basel und Umgebung teilzunehmen, als deren Präsidentin sie von 1917 bis 1922 und von 1935 bis 1941 amtierte. Sie hatte enge Kontakte zu den führenden ersten Frauenrechtlerinnen in der Schweiz wie Rosa Göttisheim und Emma Graf. 1918–1928 war sie im Zentralvorstand des Schweizerischen Verbands für Frauenstimmrecht (SVF) und als dessen Delegierte im International Woman Suffrage Alliance (IWSA). 1920–1933 führte sie das Sekretariat des Schweizerischen Lehrerinnenvereins und wirkte in der Redaktion des "Jahrbuchs der Schweizerfrauen" mit.
In den 1930er-Jahren war sie Präsidentin der Basler Ortsgruppe des Schweizer Zweigs der Internationalen Frauenliga für Frieden und Freiheit (IFFF). Sie vertrat ein vom religiösen Sozialismus und vom Quäkertum angeregtes Christentum der Tat und setzte sich für eine internationale Lösung des Flüchtlingsproblems und für eine liberale Asylpolitik ein.
In der Zwischenkriegszeit beschäftigte sie sich als Mitglied der Kommission für Familienzulagen des Bundes Schweizerischer Frauenvereine (BSF) und der Familienschutzkommission der Schweizerischen Gemeinnützigen Gesellschaft mit Familienpolitik und forderte Lohngleichheit und die Einführung von Familienzulagen.

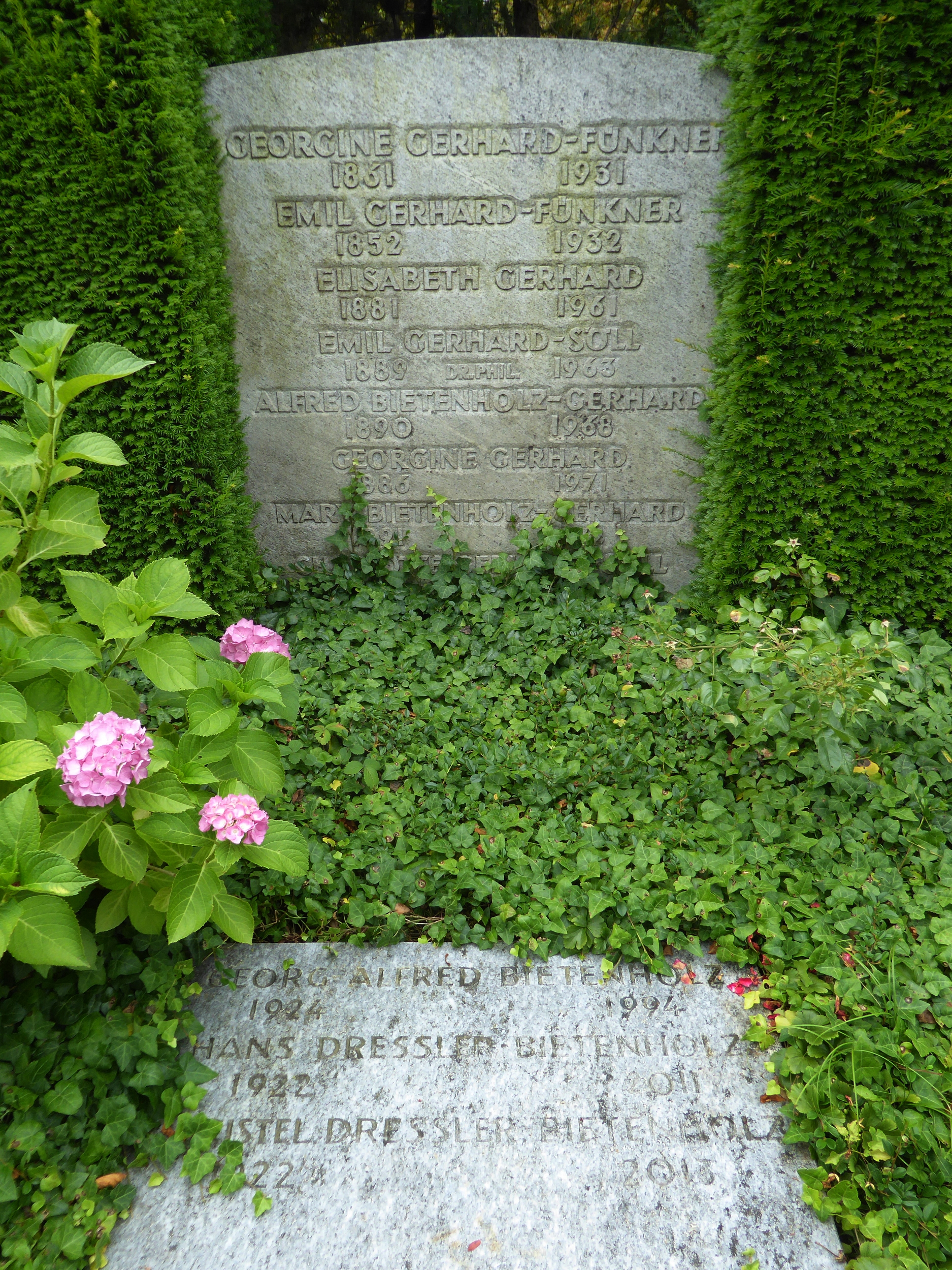
Familiengrab auf dem Wolfgottesacker in Basel.

1933 war sie Gründungsmitglied des Comité d'aide aux enfants des émigrés allemands, Schweizersektion und 1934 gründete sie die Basler Hilfe für Emigrantenkinder (BHEK) (ab 1935 Schweizer Hilfswerk für Emigrantenkinder (SHEK)). Das Hilfswerk des SHEK, wo sie als Präsidentin der Basler Sektion mit Nettie Sutro-Katzenstein im Vorstand sass, unterstützte Kinder von nach Frankreich ausgewanderten deutschen Eltern und führte 1934–1939 für rund 5.000 jüdische Kinder zwei- bis dreimonatige Aufenthalte in der Schweiz durch. Die Frauen des SHEK betreuten diese Kinder im Sinn karitativer Hilfe und mütterlicher Liebe, sie kümmerten sich nicht um politische Programme, sondern arbeiteten mit allen Hilfswilligen zusammen und sorgten für geeignete Erholungs- und Ferienplätze für ihre Schützlinge.
Gerhard nutzte ihr internationales Netzwerk mit Frauen aus Quäkerkreisen und wurde auch beim Bundesrat, bei Delegierten des Völkerbundes oder beim Chef der eidgenössischen Fremdenpolizei, Heinrich Rothmund vorstellig, um sich für die Flüchtlinge und besonders die Flüchtlingskinder einzusetzen. Im November 1938 gelang es ihr und Nettie Sutro-Katzenstein, eine Ausnahmebewilligung zur Einreise von 300 jüdischen Kindern aus Frankfurt, Konstanz und anderen südbadischen Gemeinden zu erhalten (300-Kinder-Aktion). Weil der Zweite Weltkrieg ausbrach, konnten die Kinder nicht – wie geplant – sechs Monate, sondern sechs Jahre in der Schweiz bleiben, was für sie lebensrettend war.
Im Frühjahr 1940 trat das SHEK der Schweizerischen Arbeitsgemeinschaft für kriegsgeschädigte Kinder (SAK) (ab 1942 Kinderhilfe des Schweizerischen Roten Kreuzes) bei. Sie war bis 1945 in der Flüchtlingsbetreuung aktiv. 1940–1954 war sie Vizepräsidentin der Arbeitsgemeinschaft Frau und Demokratie und ab 1947 Mitglied der Studienkommission für Frauenfragen der UNO. Zwischen 1939 und 1948 wurden vom SHEK rund 5000 – zum grössten Teil illegal eingereiste – jüdische Flüchtlingskinder betreut. Das SHEK führte eigene Heime und schuf 1944 eine Zentrale Heimkommission, die von Gerhard präsidiert wurde.
Gegen Kriegsende versuchte sie, für alle Flüchtlingskinder ein neues Ziel- oder Heimatland zu finden. Sie blieb bis zu ihrem Tode in regem Kontakt mit ihren ehemaligen Flüchtlingskindern, war Mitgründerin des überkonfessionellen Schweizer Kinderdorfs Kiriat Yearim in Jerusalem und besuchte ihre ehemaligen Schützlinge 1948 in Israel und 1964 in den Vereinigten Staaten.
Georgine Gerhard fand ihre letzte Ruhestätte auf dem Wolfgottesacker in Basel.

## Ehrung
- 1961 wurde sie für ihren Einsatz in der Flüchtlingshilfe von der Universität Basel mit dem Ehrendoktor der Medizin ausgezeichnet.

## Werke
- Die Lehrerinnenverhältnisse in der Schweiz. Basel: Basler Druck- und Verlagsanstalt 1928.
- Die wirtschaftliche Versorgung der Familie. Basel: Basler Druck- u. Verlagsanstalt 1929.
- mit Rosa Göttisheim: 40 Jahre Schweizerischer Lehrerinnenverein. Zürich: Verlag E. Eichenberger 1933.
- Flüchtlingsschicksale. Heimatlos von Land zu Land. Bern; Leipzig: Verlag Haupt 1937. (Schweizer Realbogen; 79).